# Ariège (megye)
Ariège (IPA: [aʁˈjɛʒ]; okcitánul: Arièja) a 83 eredeti département egyike, amelyeket a francia forradalom alatt 1790. március 4-én hoztak létre.

## Elhelyezkedése
Franciaország déli részén terül el, Okcitánia régió (2015 végéig Midi-Pyrénées régió) része. A megyét délről Spanyolország és Andorra, keletről Pyrénées-Orientales és Aude, nyugatról és északról Haute-Garonne megyék határolják.

## Települések
A megye legnagyobb városai 2011-ben:
| Település           | Népesség |
| ------------------- | -------- |
| Pamiers             | 15 372   |
| Foix                | 9 782    |
| Lavelanet           | 6 525    |
| Saint-Girons        | 6 500    |
| Saverdun            | 4 528    |
| Tarascon-sur-Ariège | 3 468    |
| Mirepoix            | 3 137    |
| Varilhes            | 3 036    |
| Laroque-d’Olmes     | 2 720    |
| Mazères             | 3 707    |

## Galéria

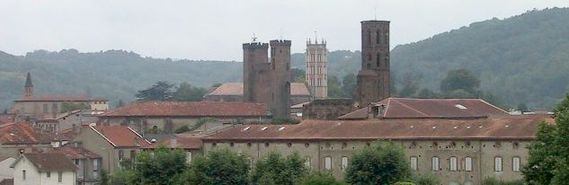
Pamiers
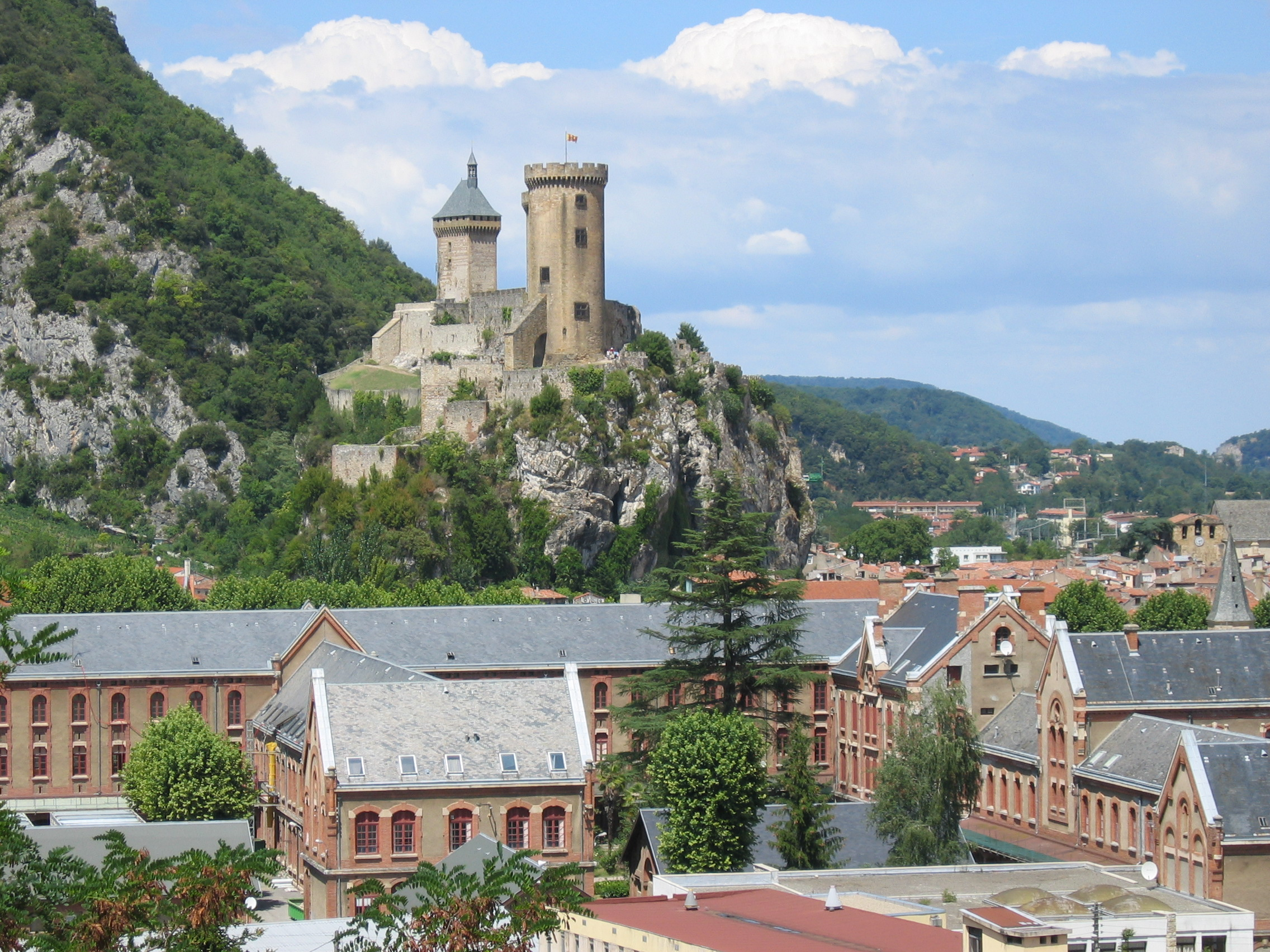
Foix
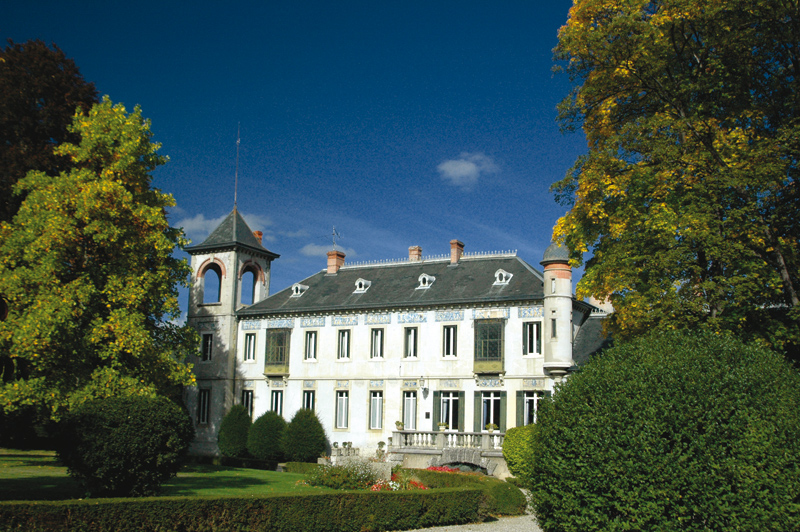
Lavelanet
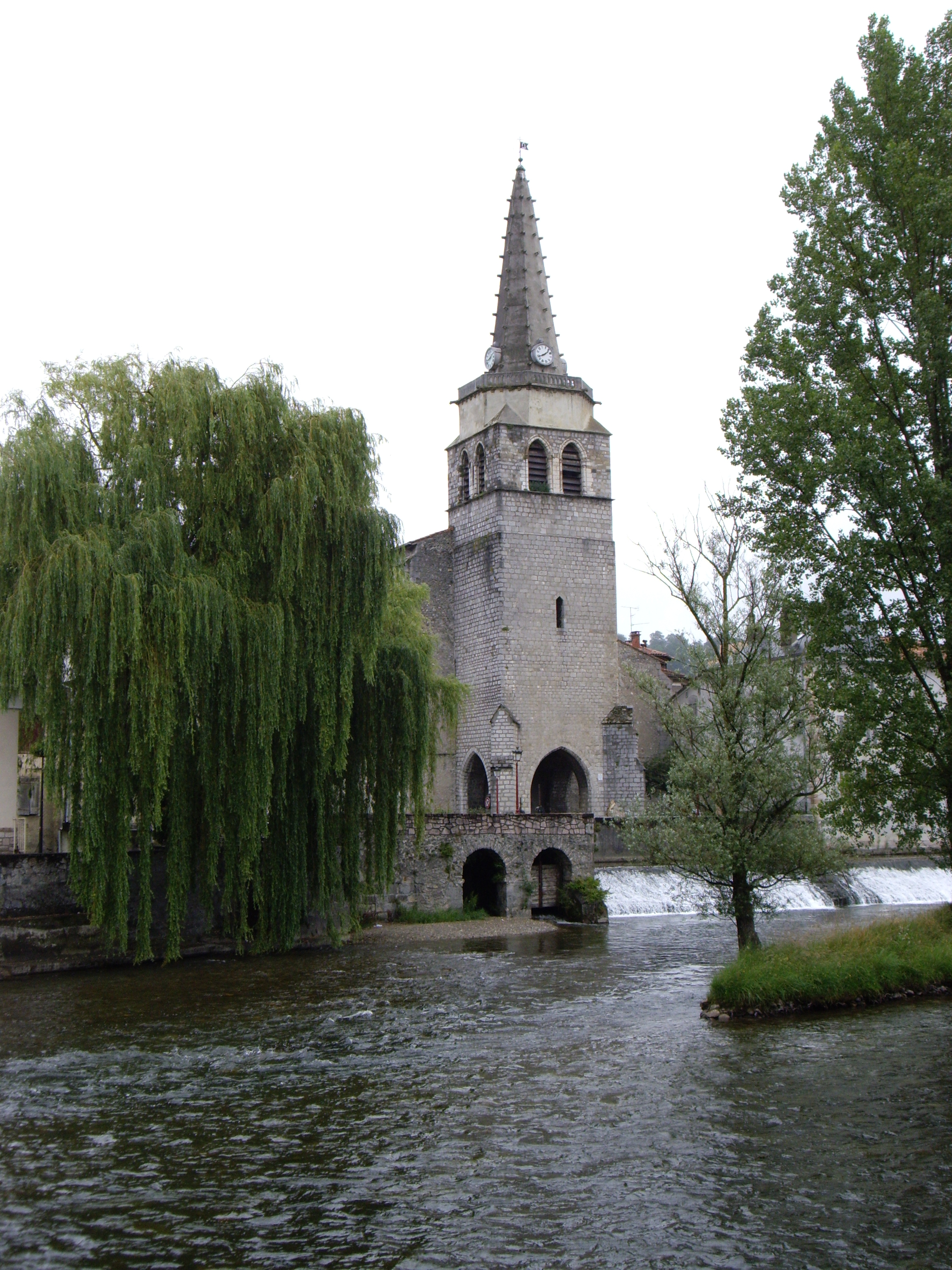
Saint-Girons
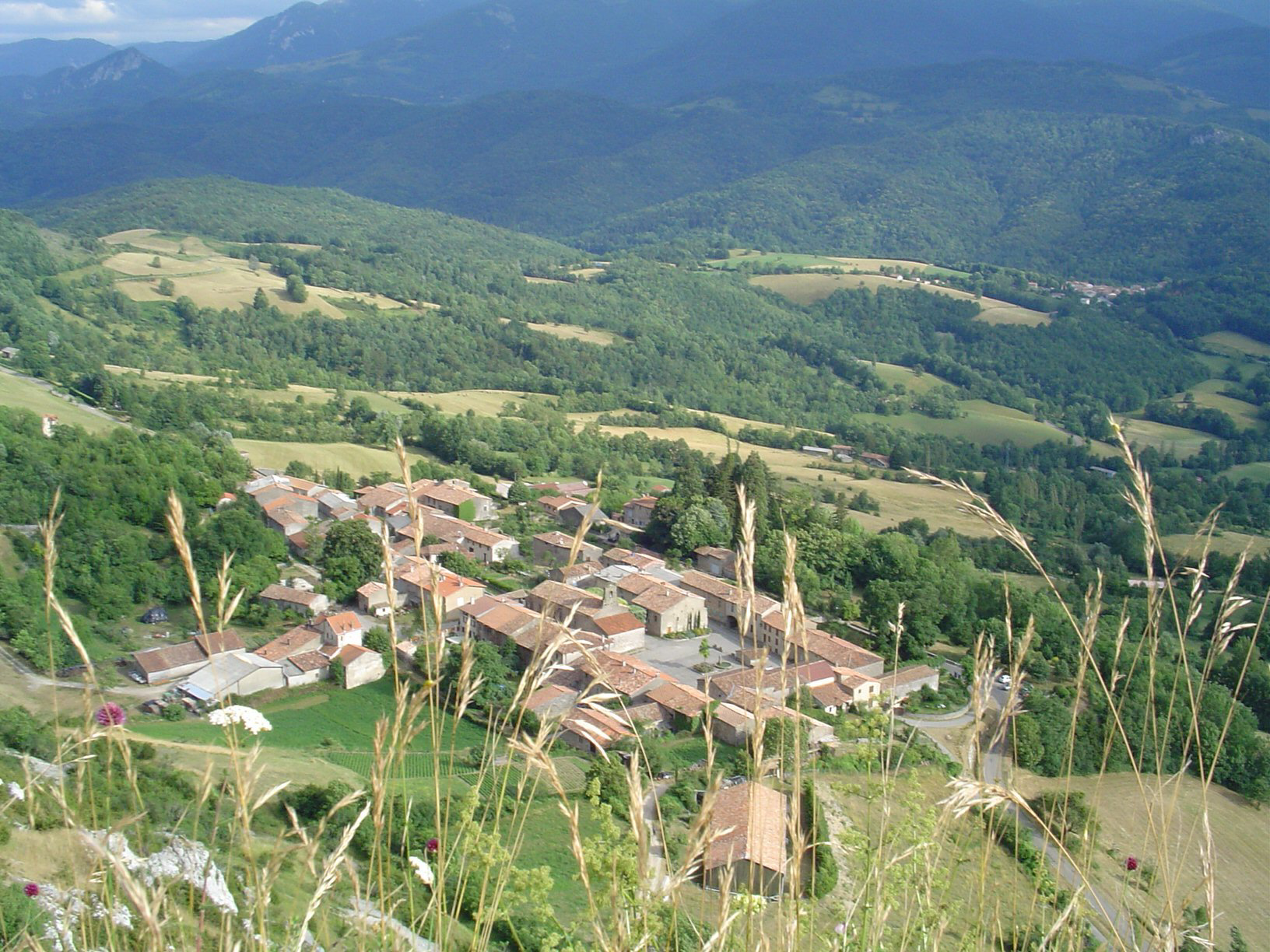
Roquefixade falu